# Рокитянська волость (Хорольський повіт)
Рокитянська волость — адміністративно-територіальна одиниця Хорольського повіту Полтавської губернії з центром у селі Рокити.
Станом на 1885 рік — складалася з 11 поселень, 12 сільських громад. Населення — 3616 осіб (1805 чоловічої статі та 1811 — жіночої), 627 дворових господарств.
|                     | Площа, десятин | У тому числі орної, дес. |
| ------------------- | -------------- | ------------------------ |
| Сільських громад    | 2976           | 2634                     |
| Приватної власності | 12024          | 4570                     |
| Іншої власності     | 82             | 78                       |
| Загалом             | 15082          | 7282                     |

Основні поселення волості:
- Рокити (Кадницеве) — колишнє власницьке село за 23 верст від повітового міста, 288 осіб, 39 дворів, православна церква, 2 постоялих будинки, лавка та 2 вітряних млин.
- Богданівка (Лазорівка) — колишнє власницьке село, 285 осіб, 64 двори, православна церква, постоялий будинок, паровий та 2 вітряних млин, ярмарок, цегельний завод.
- Крива Руда (Благодарське) — колишнє власницьке село, 829 осіб, 151 двір, православна церква, постоялий будинок, лавка, вітряний млин, 2 ярмарки на рік, кузня, маслобійний завод.
- Софине (Московщина, Кацапщина) — колишнє власницьке село, 462 особи, 86 дворів, лавка, паровий та 2 вітряних млин.

Старшинами волості були:
- 1900-1915 роках селянин Петро Іванович Донець[2][3][4][5].